# Densitometrie

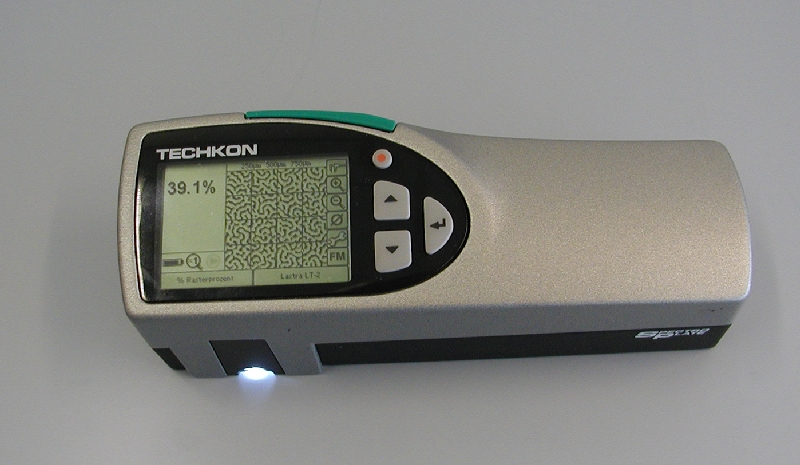
Densitometer

Densitometrie geeft de mogelijkheid om met behulp van de formule van Lambert-Beer de concentratie van een absorberende stof in een vloeistof uit te rekenen aan de hand van de gemeten extinctie E, de gemeten optische weglengte l en de uit tabellen bekende of berekende molaire extinctie coëfficiënt ε. 
Absorptie kan worden gemeten door monochromatisch licht te laten vallen door een cuvet of met behulp van een microscoop door een microscopisch preparaat.
Absorptie is de (golflengte-afhankelijke) opname van fotonen door kleurstoffen.  Absorptie A is gelijk aan -log(T), waarbij T de transmissie is. T is de verhouding tussen de hoeveelheid licht die een (vloei)stof ingaat en de hoeveelheid licht die er weer uit komt.

## Formule van Lambert-Beer
A=εcd
Bij toenemende concentratie c zal er meer licht geabsorbeerd worden. Daarmee vergroot ook de absorptie A. 
ε is golflengte-afhankelijk en ligt voor elke chemische stof vast; deze kan worden opgezocht. Voor d wordt gebruikelijkerwijze 1 cm gebruikt.